# Bischofszell (gemeente)
Bischofszell is een gemeente en plaats in het Zwitserse kanton Thurgau, en maakt deel uit van het district Weinfelden.
Bischofszell telt 5485 inwoners.

## Geschiedenis
Tot eind 2010 behoorde de gemeente tot het opgeheven district Bischofszell.

## Geboren
- Amir Abrashi (1990), voetballer

## Overleden
- Paul Nagel (1831-1880), politicus